# Coilia dussumieri
Coilia dussumieri är en fiskart som beskrevs av Valenciennes, 1848. Coilia dussumieri ingår i släktet Coilia och familjen Engraulidae. Inga underarter finns listade i Catalogue of Life.